# Scrabster
Scrabster Harbour is de noordelijkste haven van het Schotse vasteland en is van groot belang voor de Schotse visserij. De plaats heeft 290 inwoners en geniet enige bekendheid als veerhaven naar de Orkneyeilanden.
De haven ligt aan de Thursobaai, twee kilometer ten noordwesten van het stadje Thurso. Tussen station Thurso en Scrabster wordt een busdienst onderhouden.

## Veerdiensten
Vanaf Scrabster worden de volgende regelmatige veerdiensten uitgevoerd:
- Scrabster — Stromness v.v. Stromness ligt op de Orkneyeilanden (Mainland). Deze dienst wordt uitgevoerd door de MV Hamnavoe van NorthLink Ferries;
- In de zomer van 2008 onderhield Smyril Line veerdiensten naar IJsland en naar Tórshavn op de Faeröer. Maar door financiële problemen is deze veerdienst afgeschaft[2].